# Elecciones presidenciales de Portugal de 1958

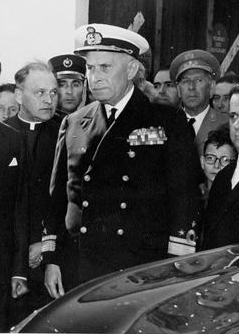
Américo Tomás, el candidato elegido oficialmente

Las  elecciones presidenciales de Portugal del 8 de junio de 1958 se celebraron durante el régimen autoritario del Estado Nuevo encabezado por el primer ministro António de Oliveira Salazar.
Francisco Craveiro Lopes, que fue presidente hasta 1958, se enfrentó a Salazar y no buscó un segundo mandato.
El candidato del régimen de Salazar y de la Unión Nacional, el único partido, fue el ministro de los Asuntos Navales, el almirante Américo Tomás. En estas elecciones, la oposición democrática apoyó al general Humberto Delgado, que se presentó como candidato independiente en un intento de cambiar el régimen. Durante su campaña electoral, Humberto Delgado dijo que si ganaba las elecciones,  cesaría a Salazar.
Según los resultados oficiales, alrededor de 76,5% de los electores votaron por Américo Tomás y alrededor del 23,5% por Humberto Delgado. Sin embargo, hubo muchos informes de fraude electoral y las elecciones se realizaron en un ambiente de coacción, violencia y censura. Miles de papeletas electorales a favor de la oposición fueron robadas. La Unión Nacional dio instrucciones a sus representantes en las mesas electorales para no consentir ningún tipo de supervisión y para inutilizar el mayor número posible de votos para los candidatos de la oposición. Miembros de la Legión Portuguesa (asociación paramilitar del régimen) vestidos de civil provocaban trastornos cerca de los colegios electorales, causando la detención de los miembros de la oposición presentes, y aprovechaban los momentos de agitación para agregar votos favorables a la Unión Nacional a las urnas. Se estima que por cada elector que no hubiese votado, hubo un voto favorable a la Unión Nacional de Américo Tomás.
Según fuentes independientes del régimen, Humberto Delgado ganó las elecciones. Humberto Delgado impugnó los resultados y se realizaron pequeñas correcciones. Sin embargo, no hubo ninguna alteración significativa en los resultados oficiales.
En 1959, se modificó la Constitución para transferir la responsabilidad de elegir al presidente. La Asamblea Nacional, dominada por la Unión Nacional de Salazar, pasó a elegir el presidente, en lugar de los electores portugueses. El método de elección universal solo fue reintroducido después de la restauración de la democracia, como resultado de la Revolución de los Claveles, el 25 de abril de 1974.